# Morten Frendrup
Morten Wetche Frendrup (ur. 7 kwietnia 2001 w Holbæk) – duński piłkarz, występujący głównie na pozycji pomocnika we włoskim klubie Genoa CFC oraz reprezentacji Danii.

## Sukcesy

### Brøndby IF
- Mistrzostwo Danii: 2020/2021[1]
- Wicemistrzostwo Danii: 2017/2018[2]
- Puchar Danii: 2017/2018[1]
- Puchar Danii (2. miejsce): 2018/2019[2]

### Genoa CFC
- Serie B (2. miejsce): 2022/2023[2]